# Pomacentrus spilotoceps
 Pomacentrus spilotoceps és una espècie de peix de la família dels pomacèntrids i de l'ordre dels cipriniformes que es troba a Tonga.